# Birgitta Jónsdóttir
Birgitta Jónsdóttir (født 17 april 1967) er en islandsk poet, kunstner, aktivist og politiker, der har siddet i Altinget siden april 2009.
Hun representerade først Borgerbevægelsen, men da partiet splittedes i september 2009, gik hun over i dennes primære efterfølger Bevægelsen, og i 2013 tilsluttede hun sig Piratpartiet. Hun har tidigligere samarbejdet med Wikileaks, først og fremmest i forbindelse med fremlægningen af Collateral Murder-videoen, samt bidraget til Icelandic Modern Media Initiative.